# Новый Мир (Брянская область)
Новый Мир — поселок в Клинцовском районе Брянской области в составе  Рожновского сельского поселения.

## География
Находится в западной части Брянской области на расстоянии приблизительно 13 км на запад по прямой от вокзала железнодорожной станции Клинцы.

## История
На карте 1941 года показан как поселение с 20 дворами.

## Население
Численность населения: 90 человек (1979), 11 человек (2002), 4 человека (2010), 1 человек (2013).
Будет упразднен как фактически не существующий в связи с переселением всех жителей на постоянное место жительства в другие населённые пункты